# Pierre-Jacques Bonhomme de Comeyras
Pour les articles homonymes, voir Bonhomme.
Cet article possède un paronyme, voir Pierre Bonhomme.
Pierre-Jacques Bonhomme de Comeyras (ou Comeiras), né vers 1750 et mort en octobre 1798 à Ancône (Italie), est un avocat, jurisconsulte et administrateur français.
Son lieu de naissance est à ce jour inconnu, mais il est probablement issu d'une famille de marchands protestants de Millau. 

## Biographie
Il est reçu avocat au parlement de Paris en 1775. Il rédige plusieurs mémoires judiciaires (voir-dessous) qui l'engagent dans des causes célèbres.[réf. souhaitée] Il est un des artisans, avec Françoise Legros, de la libération de Latude en 1784. Il est qualifié d'« avocat intrépide » en 1785 par les Mémoires secrets dans l'affaire du prince de Salm-Kirbourg.
Il est partisan de la réforme de la justice: en 1787-1788, il est l'un des six avocats du comité de Législation chargé par Louis XVI et le garde des sceaux Lamoignon de préparer la réforme de l'ordonnance criminelle de 1670  ; toutefois ce projet n’aura aucune suite.
Il est franc-maçon, membre de la loge des Neuf-Sœurs créée en 1776.
En juin- juillet 1789, il est un des électeurs du district de Saint-Magloire qui participe à l'assemblée générale de la Ville de Paris. 
Il est proche du duc d'Orléans et de ses soutiens: il tente de justifier sa conduite au lendemain des émeutes d'octobre 1789 il  est accusé d'être un « ami imperturbable de Laclos ».
Il est un des quatre arbitres « chargés, à la suite de l'Arrêt du Conseil du 13 juin 1790, de donner leur 'avis' sur les 'sommes reçues' par 'Haller et Le Couteu[l]x du trésor... pour procéder à la liquidation de [l'entreprise] de d'Espagnac ».
De 1793 à 1798, le « citoyen Comeyras » est envoyé en mission dans différents territoires. « Le 15 février 1793, il est envoyé en mission dans les départements méridionaux par le Conseil exécutif provisoire ». Puis il est résident de la République française près de celle des Grisons de juin 1796 à janvier 1798. De mai à septembre 1798, il est commissaire du Directoire pour les trois départements français de Grèce créés après l'annexion des îles Ioniennes en 1797 (Corcyre, Ithaque et Mer-Égée).
Il meurt de la malaria à Ancône en octobre 1798, en même temps que Jean-Guillaume Bruguière.

## Œuvres

### Mémoires judiciaires
- Mémoire pour le sieur Rousselet, ancien Capitaine d'Infanterie, contre le sieur Bertrand Maître en chirurgie à Orléans, comme auteur d'un libelle diffamatoire publié depuis peu contre le sieur Rousselet, Paris, Knapen & Fils, 1779. Numérisé
- Observations pour madame d'Ayssennes contre la femme Rouziès, imp. de L. Cellot, 1780.

- Mémoire pour le sieur Massert de Latude, successivement prisonnier depuis 1749 à la Bastille, à Vincennes et au chateau de Bicêtre, vers 1784.
- Mémoire pour les Sieurs Firmin de Tastet et Thomas Squirre, négocians à Londres, contre le prince de Salm-Kirbourg...; Second Mémoire pour les Sieurs Firmin de Tastet et Thomas Squirre, 1785-1786[13]
- Mémoire et consultation, pour Jean Gaspard Vence (avec Target, d'Outremont et Rouhette)[14].
- Mémoire à consulter et consultation pour M. Louis-Philippe-Joseph d'Orléans, veuve d'Houry, 1790 (avec Gilbert Hom et Antoine Vincent Rozier).

### Ecrits politiques
- Essai sur les Réformes à faire dans notre Procédure criminelle par M. de Comeyras, Avocat au Parlement, ci-devant l'un des membres du Comité de Législation, Paris, Desenne, 1789[15].
- Mémoire et consultation, sur la question suivante : quels sont les moyens que doivent employer les habitans de Paris, pour obtenir de nommer eux-mêmes leurs représentans aux prochains Etats généraux, & n'en laisser la nomination aux officiers de l'Hôtel-de-ville & à un petit nombre de notables, que les officiers de l'Hôtel-de-ville sont dans l'usage de s'associer arbitrairement dans cette fonction?, 1789.